# La Fille de l'eau
La Fille de l'eau is een Franse dramafilm uit 1925 onder regie van Jean Renoir.

## Verhaal
Na de dood van haar vader staat Virginia Rosaert er helemaal alleen voor. Ze wordt opgenomen door een familie kunstenaars. Na een ruzie tussen de kunstenaars en de plaatselijke boeren vlucht Virginia. Ze wordt uit de nood geholpen door Georges Raynal, die verliefd op haar is. Als de oom van Virginia geld steelt van hen, verdenkt Georges haar.

## Rolverdeling
| Acteur              | Personage        |
| ------------------- | ---------------- |
| Catherine Hessling  | Virginia Rosaert |
| Charlotte Clasis    | Madame Maubien   |
| Pierre Champagne    | Justin Crepoix   |
| Maurice Touzé       | La Fouine        |
| Georges Térof       | Monsieur Raynal  |
| Madame Fockenberghe | Madame Raynal    |
| Harold Levingston   | Georges Raynal   |